# Монета (фільм)
«Монета» — радянський телефільм, знятий у вигляді збірки новел режисерами Олександром Аловим і Володимиром Наумовим за мотивами оповідань американського письменника Альберта Мальца на кіностудії «Мосфільм» в 1962 році.

## Сюжет
Дія відбувається в Сполучених Штатах Америки в 1930-х роках, в період Великої депресії. Фільм складається з трьох не пов'язаних між собою за сюжетом новел, заснованих на розповідях Альберта Малого.

### «Гра»
Батько змушений вчити свого маленького сина, як непомітно вкрасти пляшку молока з фургона, що під'їхав рано вранці до їхнього будинку.

### «Найщасливіша людина на світі»
Джессі Фултон пройшов пішки сотню миль, щоб благати, просити і вимагати роботу у брата своєї дружини — диспетчера гаража, водії якого перевозять вибухівку, яка використовується при бурінні нафтових свердловин. Ризик величезний, шофери раз у раз гинуть, але Джессі на сьомому небі від щастя, отримавши це місце.

### «Воскресіння в джунглях»
Маленький хлопчик веде запеклу боротьбу з літнім безробітним за право дістати з шахти водостоку срібну монету, яка впала туди.

## У ролях
- Андрій Попов — батько
- Валерій Слапогузов — хлопчик
- Іван Рижов — молочник (епізодична роль)
- Ростислав Плятт — Том Бреккет, диспетчер гаража
- Гліб Стриженов — Джессі Фултон
- Геннадій Юхтін — шофер (епізодична роль)
- Ераст Гарін — претендент на монету
- Володимир Маструков — ловець монети

## Знімальна група
- Автори сценарію і режисери-постановники:
  -  Олександр Алов
  -  Володимир Наумов
- Оператор-постановник:  Анатолій Кузнецов
- Художник-постановник:  Абрам Фрейдін
- Композитор:  Микола Каретников
- Звукооператор: Леонід Булгаков
- Асистенти режисера:  Едуард Гаврилов,  Валерій Кремньов
- Асистент оператора:  Михайло Коропцов
- Директор картини: А. Бут